# Мельник Дмитро Петрович
Дмитро Петрович Мельник (8 листопада 1979, с. Серетець, Тернопільська область — 15 лютого 2023, Харківська область) — український військовослужбовець, молодший сержант 105 ОБрТрО Збройних сил України, учасник російсько-української війни. Почесний громадянин міста Тернополя (2023, посмертно).

## Життєпис
Дмитро Мельник 8 листопада 1979 року в селі Серетець, нині Залозецької громади Тернопільського району Тернопільської области України.
Проживав із родиною в м. Тернопіль.
командир відділення стрілецької роти 105-ї окремої бригади територіальної оборони. Загинув 15 лютого 2023 року внаслідок артилерійського обстрілу під час виконання бойового завдання на Харківщині.
Похований 19 лютого 2023 року в селі Загір'я Тернопільського району.

## Нагороди
- почесний громадянин міста Тернополя (3 березня 2023, посмертно) — за вагомий особистий вклад у становленні української державності та особисту мужність і героїзм у виявленні у захисті державного суверенітету та територіальної цілісності України[1].